# Contrexéville
Contrexéville – miejscowość i gmina we Francji, w regionie Grand Est, w departamencie Wogezy.
Według danych na rok 1990 gminę zamieszkiwało 3945 osób, a gęstość zaludnienia wynosiła 264 osób/km² (wśród 2335 gmin Lotaryngii Contrexéville plasuje się na 113. miejscu pod względem liczby ludności, natomiast pod względem powierzchni na miejscu 343.).
Contrexéville jako uzdrowisko jest znane od roku 1864.